# Simulium emarginatum
Simulium emarginatum är en tvåvingeart som beskrevs av Davies, Peterson och Wood 1962. Simulium emarginatum ingår i släktet Simulium och familjen knott. Inga underarter finns listade i Catalogue of Life.